# 에릭슨 미디어룸
에릭슨 미디어룸(Ericsson Mediaroom, 이하, 미디어룸)은 마이크로소프트의 종단(end-to-end) IPTV 플랫폼이다. 미디어 리서치 그룹의 연구에 따르면, 미디어룸은 이 분야에서 세계 시장 선두이다. 미디어랩은 전 세계 유료 TV 방송사가 다수의 TV 스크린에 TV 서비스를 제공할 수 있도록 해주고 외부와 가입자 댁내 기기를 연결할 수 있도록 해준다.

## 개요
미디어룸은 보호된 라이브 컨텐즈, DVD, 주문형 비디오 및 응용 프로그램을 포함한 IPTV 기반의 유료 TV 가입자 서비스를 제공하는 사업자를 위한 완전한 기능을 갖춘 비디오 플랫폼이다. 이러한 서비스는 유선 또는 WiFi 셋톱 박스, 엑스박스 360, PC, 태블릿, 스마트폰 그리고 통신사업자에 의해 관리되는 IP 네트워크 뿐만 아니라 OTT 혹은 사설 네트워크를 통해 연결된 다른 기기들을 포함해 댁내외에 기기들의 범위에 있는 고객에게 서비스를 전달할 수 있다.

## 역사와 발전
원래 Foundation Edition 포함한 마이크로소프트 TV로 발매되었으나, IPTV 플랫폼은 마이크로소프트 미디어룸으로 이름지어 졌고 2007년 6월 NXTcomm 컨퍼런스에서 발표되었다. 2010년 1월 마이크로소프트 미디어룸 2.0이 국제 소비자 가전 전시회에서 발표되었다. 2012년 11월 기준으로, 미디어룸은 40개국 이상의 사업자를 통해 1100만 개 이상의 집에서 2200만 개 이상의 셋톱 박스에 전달되면서 세계에서 가장 넓게 적용된 상업 IPTV 미들웨어 플랫폼이 되었다.
2013년 4월 8일 에릭슨에 매각되었다.

## 같이 보기
- 윈도우 미디어 센터
- 양방향 TV
- 스마트 TV
- 10-foot user interface
- 셋톱 박스